# 정수교
정수교(1987년 7월 10일 ~ )은 대한민국의 배우이다.

## 학력
- 용인대학교 연극학과 학사

## 출연작

### 영화
- 《친구 2》 (2013년) - 해영 역
- 《빅매치》 (2014년) - 막내형사 역
- 《쎄시봉》 (2015년) - 선술집 친구 3 역
- 《몸이 울린다》 (2015년) - 울리는 남자 역
- 《오빠생각》 (2016년) - 동구 마을 군인 2 역
- 《마스터》 (2016년) - 지능범죄수사대 팀원 3 역
- 《뺑반》 (2019년) - 밀실남 2 역
- 《늑대사냥》 (2022년) - 남현수형사 역
- 《고속도로 가족》 (2022년) - 망상사내 역
- 《그 겨울, 나는》 (2022년) - 해철 역
- 《더 와일드: 야수들의 전쟁》 (2023년) - 강윤재 역

### 드라마
- 《함부로 애틋하게》 (KBS2, 2016년) - 장국영 역
- 《아버지가 이상해》 (KBS2, 2017년) - 조종범 역
- 《마성의 기쁨》 (드라맥스 & MBN, 2018년) - 김범수 역
- 《백일의 낭군님》 (tvN, 2018년) - 마칠 역
- 《레벨업》 (드라맥스 & MBN, 2018년) - 강 전무 역
- 《포레스트》 (KBS2, 2020년) - 한지용 역
- 《본 대로 말하라》 (OCN, 2020년) - 민형주 역
- 《금수저》 (MBC, 2022년) - 변 PD 역
- 《구미호뎐 1938》 (tvN, 2023년) - 정대승 역
- 《낮과 밤이 다른 그녀》 (JTBC, 2024년) - 권형사 역

### 웹예능
- 콩알탄 (유튜브, 2024년) - 게스트